# Nauru ai Giochi della XXX Olimpiade
Nauru ha partecipato ai Giochi della XXX Olimpiade di Londra, che si sono svolti dal 27 luglio al 12 agosto 2012, con una delegazione di 2 atleti in 2 discipline. È stata la 5ª partecipazione consecutiva degli atleti ai giochi olimpici estivi dopo il debutto a Atlanta 1996.
Alla cerimonia di apertura il portabandiera è stato il sollevatore Itte Detenamo; nessun portabandiera ha presenziato alla cerimonia di chiusura.
Nel corso della manifestazione la delegazione di Nauru non ha conquistato nessuna medaglia.

## Delegazione
| Sport             | Uomini | Donne | Totale |
| ----------------- | ------ | ----- | ------ |
| Judo              | 1      | 0     | 1      |
| Sollevamento Pesi | 1      | 0     | 1      |
| Totale            | 2      | 0     | 2      |

## Judo
Maschile
| Atleta        | Evento | 16-esimi                           | Ottavi               | Quarti               | Semifinali           | Ripescaggio          | Med. bronzo          | Finale               | Posizione       |                 |
| Atleta        | Evento | Avversario Risultato               | Avversario Risultato | Avversario Risultato | Avversario Risultato | Avversario Risultato | Avversario Risultato | Avversario Risultato | Posizione       |                 |
| ------------- | ------ | ---------------------------------- | -------------------- | -------------------- | -------------------- | -------------------- | -------------------- | -------------------- | --------------- | --------------- |
| Sled Dowabobo | −73 kg | N. Jurakobilov (UZB) P (0001-0100) | non qualificato      | non qualificato      | non qualificato      | non qualificato      | non qualificato      | non qualificato      | non qualificato | non qualificato |

## Sollevamento pesi
Maschile
| Atleta        | Evento  | Strappo   | Strappo    | Slancio   | Slancio    | Totale | Classifica |
| Atleta        | Evento  | Risultato | Classifica | Risultato | Classifica | Totale | Classifica |
| ------------- | ------- | --------- | ---------- | --------- | ---------- | ------ | ---------- |
| Itte Detenamo | +105 kg | 175       | 15º        | 215       | 16º        | 390    | 14º        |